# Vincenzo Spadafora
Vincenzo Spadafora (sinh ngày 12 tháng 3 năm 1974 tại Afragola) là một chính khách người Ý, đảng viên của Phong trào Năm Sao (M5S).

## Đầu đời và sự nghiệp
Vincenzo Spadafora sinh ngày 12 tháng 3 năm 1974 tại Afragola. Sau khi tốt nghiệp trung học, ông chuyển đến Rome, nơi ông bắt đầu làm việc với UNICEF. Sau nhiều kinh nghiệm nhân đạo trong lĩnh vực Tổ chức Phi chính phủ, năm 2008, ông được bổ nhiệm làm chủ tịch UNICEF Italia, vị trí mà ông giữ cho đến năm 2011.
Ông bắt đầu sự nghiệp chính trị của mình vào năm 1998 với tư cách là thư ký riêng của Chủ tịch Vùng Campania Andrea Losco (UDEUR). Ông cũng làm việc trong Ban thư ký của đảng Xanh do Alfonso Pecoraro Scanio lãnh đạo và vào năm 2006, ông trở thành người đứng đầu ban thư ký dưới thời Francesco Rutelli tại Bộ Di sản Văn hóa.
Vào ngày 29 tháng 11 năm 2011, ông được Chủ tịch Ha viện Gianfranco Fini và Chủ tịch Thượng viện Renato Schifani bổ nhiệm là Người bảo lãnh đầu tiên cho trẻ em và thanh thiếu niên. Là một thành viên của các đảng liên minh cánh hữu, ông bị các đồng minh chính trị chỉ trích vì ủng hộ quyền kết hợp dân sự đồng tính luyến ái và đặc biệt đối với việc người đồng tính nhận con nuôi, cả ở cấp độ đơn lẻ và chính trị.
Năm 2014, ông xuất bản cuốn sách La terza Italia. Manifesto di un Paese che non si tira indietro (Đệ tam nước Ý. Tuyên ngôn của một đất nước không nương tay).
Sau đó, ông gia nhập đội ngũ nhân viên của Luigi Di Maio, trong đó ông trở thành người chịu trách nhiệm về các mối quan hệ thể chế. Năm 2018, ông được bầu vào Hạ viện ở khu vực bầu cử đơn cử của Casoria, với 59,4% phiếu bầu.

## Bộ trưởng và Thứ trưởng
Vào ngày 12 tháng 6, ông được bổ nhiệm làm Thứ trưởng cho Chủ tịch Hội đồng Bộ trưởng với trách nhiệm về cơ hội bình đẳng và những người trẻ tuổi trong chính phủ đầu tiên của Giuseppe Conte. Vào tháng 7 năm 2019, ông đã tham gia vào việc phê duyệt dự luật Italia có tên "Codice Rosso" nhằm thực thi các hội vì tội theo dõi và bạo lực tình dục, cấm hôn nhân cưỡng bức và cũng đưa ra truy tố hình sự đối với hành vi trả thù khiêu dâm và đánh phụ nữ bị thương. Kể từ năm 2019, Spadafora đã tích cực tham gia vào việc phê duyệt luật quốc gia chống kỳ thị đồng tính và kỳ thị người chuyển giới. Năm 2021, ông công khai mình là người đồng tính.
Sau khi Conte từ chức vào tháng 9 năm 2019, hội đồng quốc gia của Đảng Dân chủ (PD) chính thức mở ra khả năng thành lập nội các mới trong liên minh với M5S, dựa trên chủ nghĩa ủng hộ châu Âu, nền kinh tế xanh, phát triển bền vững, chống bất bình đẳng kinh tế và chính sách nhập cư mới. Vào ngày 29 tháng 8, Tổng thống Sergio Mattarella đã chính thức bổ nhiệm cho Conte để thành lập nội các mới. Vào ngày 5 tháng 9, Spadafora tuyên thệ nhậm chức Bộ trưởng Chính sách Thanh niên và Thể thao.
Vào tháng 2 năm 2021, Conte từ chức sau khi mất sự ủng hộ của đảng trung dung Italia Viva. Vào ngày 13 tháng 2, Mario Draghi trở thành thủ tướng mới đứng đầu một chính phủ đoàn kết dân tộc, nhưng Spadafora không được xác nhận trong nội các.

## Đời tư
Vào ngày 7 tháng 11 năm 2021, trong talk-show Che tempo che fa của Fabio Fazio, Spadafora công khai là người đồng tính.

## Lịch sử bầu cử
| Bầu cử | Nhà     | Khu vực bầu cử       | Đảng | Đảng | Phiếu bầu | Kết quả |
| ------ | ------- | -------------------- | ---- | ---- | --------- | ------- |
| 2018   | Hạ viện | Campania 1 – Casoria |      | M5S  | 88,093    | Đắc cử  |

### Các cuộc bầu cử trước-sau-hậu
| Tổng tuyển cử năm 2018 (C): Casoria | Tổng tuyển cử năm 2018 (C): Casoria | Tổng tuyển cử năm 2018 (C): Casoria | Tổng tuyển cử năm 2018 (C): Casoria | Tổng tuyển cử năm 2018 (C): Casoria |
| Ứng viên                            | Ứng viên                            | Đảng                                | Phiếu bầu                           | %                                   |
| ----------------------------------- | ----------------------------------- | ----------------------------------- | ----------------------------------- | ----------------------------------- |
|                                     | Vincenzo Spadafora                  | Phong trào Năm Sao                  | 88,093                              | 59.4                                |
|                                     | Luca Scancariello                   | Liên minh trung hữu                 | 33,882                              | 22.9                                |
|                                     | Nicola Marrazzo                     | Liên minh trung tả                  | 17,600                              | 11.9                                |
|                                     | Khác                                | Khác                                | 8,709                               | 45.8                                |
| Tổng cộng                           | Tổng cộng                           | Tổng cộng                           | 148,284                             | 100.0                               |